# Čelkovice
Čelkovice (německy Tschelkowitz) jsou velká vesnice, část města Tábor ve stejnojmenném okrese v Jihočeském kraji.
Čelkovice se nacházejí v údolí na levém břehu Lužnice jižně od na protějším břehu ležící části města Tábor (zejména Staré město, Parkány), části spojuje silniční most. U mostu, vlevo proti proudu, je známý Suchomelův ostrov (tábořiště). Obytná zástavba vede údolím v délce cca 1350 metrů a šířce cca 450 metrů v příbřežní rovině a ve svahu (kóta 444 metrů).
Do roku 1935 po mostě a dál přes obec vedla hlavní (a jediná) silnice z Tábora směr Bechyně – značný výškový rozdíl do obce Horky překonávala silnice několika serpentinami. Potíže rostoucího provozu v této části Tábora vyřešila stavba velkého obloukového mostu přes Lužnici v letech 1934–1935. Od té doby slouží „čelkovická“ silnice jako místní komunikace od starého mostu až k napojení na silnici číslo 137 Tábor-Bechyně (Týn nad Vltavou) u výletní restaurace „Pintovka“ ve východní (spodní) části Horek.

## Název
Jak vznikl název „Čelkovice“ se přesně neví. Dějepisec Roman Cikhart považuje název Čelkovice za chybný – za zkomoleninu. Původně se prý ves nazývala Celkovice (odvozeno od osobního jména „Celek“).[zdroj?]

## Historie
První písemná zmínka o vesnici pochází z roku 1307, do kdy patřily biskupství pražskému. Poté zakupuje obec i s přilehlými pozemky Jindřich I. z Rožmberka a nejdříve jí připojuje k Příběnicům. V roce 1437 postoupil Oldřich II. z Rožmberka vesnici obci Táborské.
V 16. století zde bylo již patnáct usedlostí. Tzv. „Lucinovský dvůr“, ve vsi, byl v letech 1680–1682 v držení Viléma Fellnera z Feldeggu. Část vesnice a okolí zakoupil také Václav Perger z Rozenvertu, který zde v roce 1702 zemřel. Po jeho smrti synové Jan a František (v roce 1708) prodali ves opět městu Tábor.

## Obyvatelstvo
| Rok            | 1869 | 1880 | 1890 | 1900 | 1910 | 1921 | 1930 | 1950 | 1961 | 1970 | 1980 | 1991 | 2001 | 2011 | 2021 |
| -------------- | ---- | ---- | ---- | ---- | ---- | ---- | ---- | ---- | ---- | ---- | ---- | ---- | ---- | ---- | ---- |
| Počet obyvatel | 596  | 682  | 792  | 838  | 934  | 875  | 735  | 640  | 633  | 549  | 505  | 484  | 496  | 604  | 680  |
| Počet domů     | 69   | 71   | 81   | 91   | 104  | 101  | 114  | 149  | 132  | 139  | 153  | 177  | 190  | 226  | 260  |

## Obecní správa
Při sčítání lidu v letech 1850–1971 Čelkovice byly samostatnou obcí v okrese Tábor. Od 26. listopadu 1971 jsou částí města Tábor ve stejnojmenném okrese, kdy se konaly městské volby. V letech 1850–1879 k obci patřily Horky.

## Pamětihodnosti
V Čelkovicích byly asi v roce 1268 založeny lázně, ve kterých se prý léčil i husitský vojevůdce Ondřej Prokop, zvaný „Holý“. Zřídla byla složena z železitých a sirnatých pramenů. Postupem času zde byla postavena budova pod názvem „Městské lázně“. Tento zajímavý architektonický objekt časem zchátral, zdevastovanou budovu zakoupila stavební firma „Karel Dvořák“ v Táboře a přestavěla jí na hotel s restaurací.

## Rodáci
- V Čelkovicích se narodil Bohumil Mladý (30. října 1881 – 23. června 1942 v Praze), spisovatel, vydavatel a redaktor časopisu „Četnický obzor a „Ročenka českého četnictva“.

## Fotogalerie

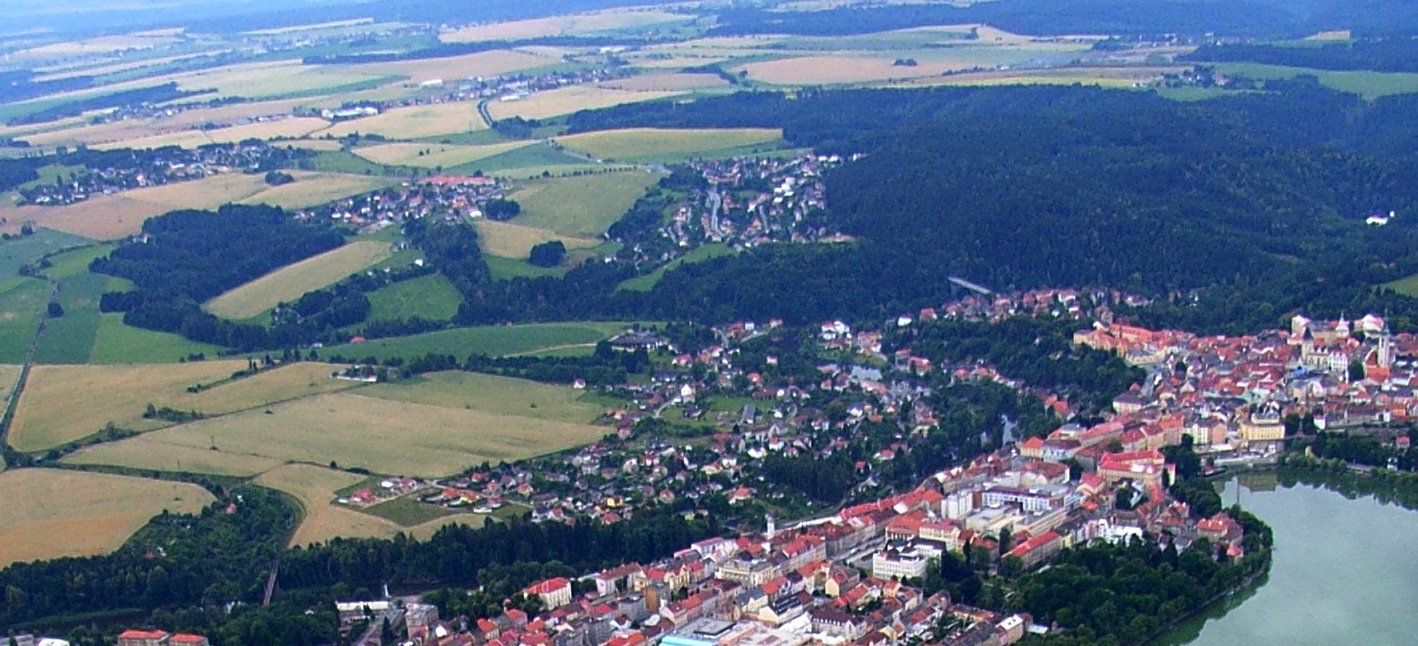
Čelkovice-vlevo od Tábora-Staré město, v pozadí zprava Horky, Staré Horky a Větrovy
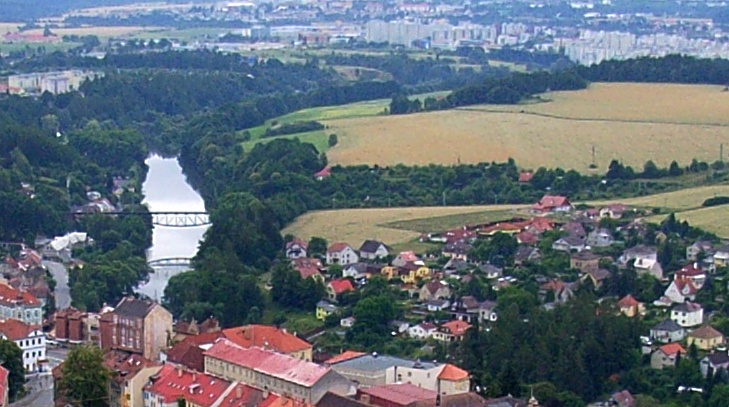
Čelkovice-část u mostu železniční tratě do Bechyně, v pozadí táborské Sídliště nad Lužnicí
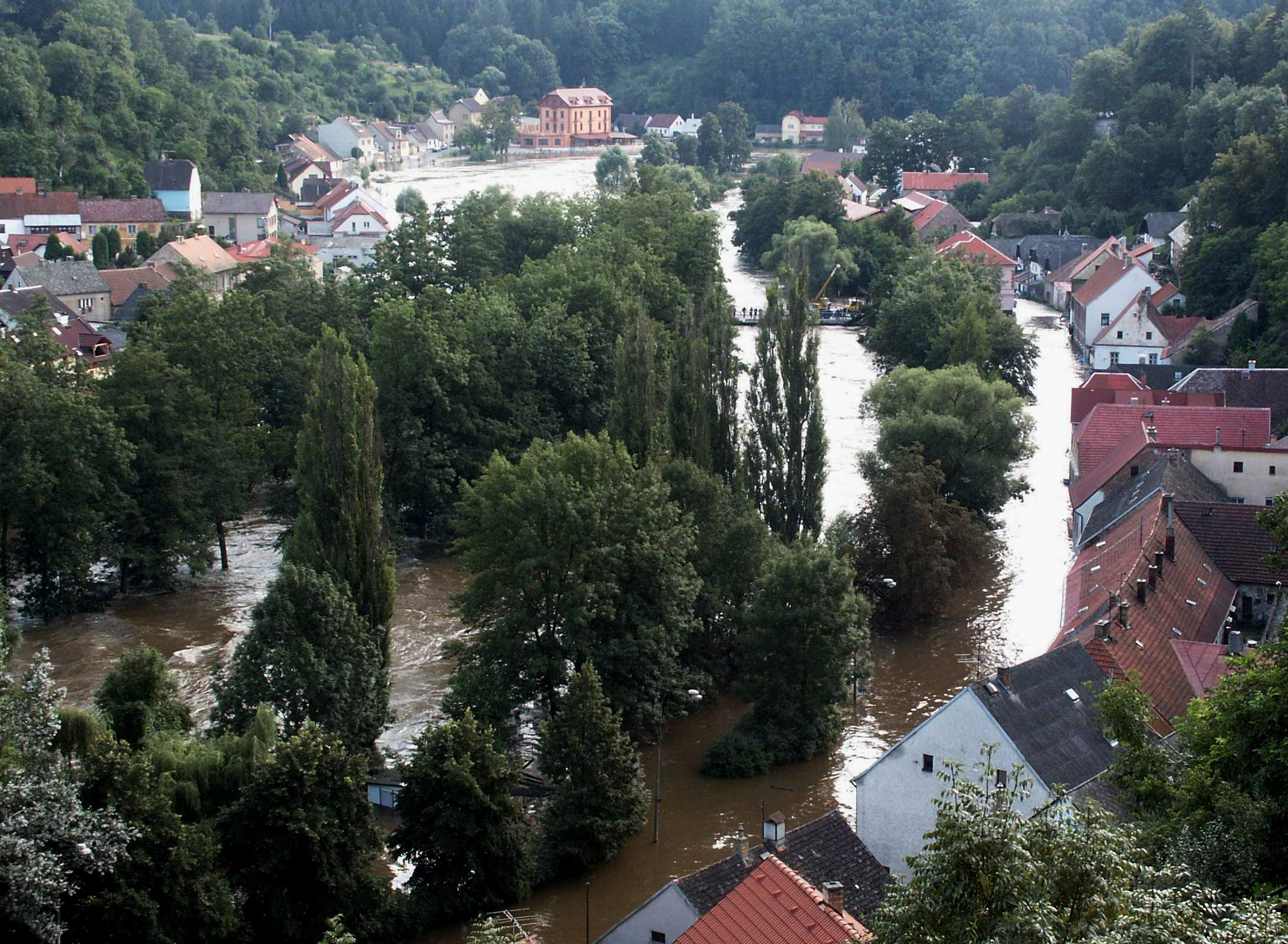
Údolí Lužnice při povodni 2002-vlevo část Čelkovic (vzadu Hotel Lázně), vpravo táborská Lužnická ulice
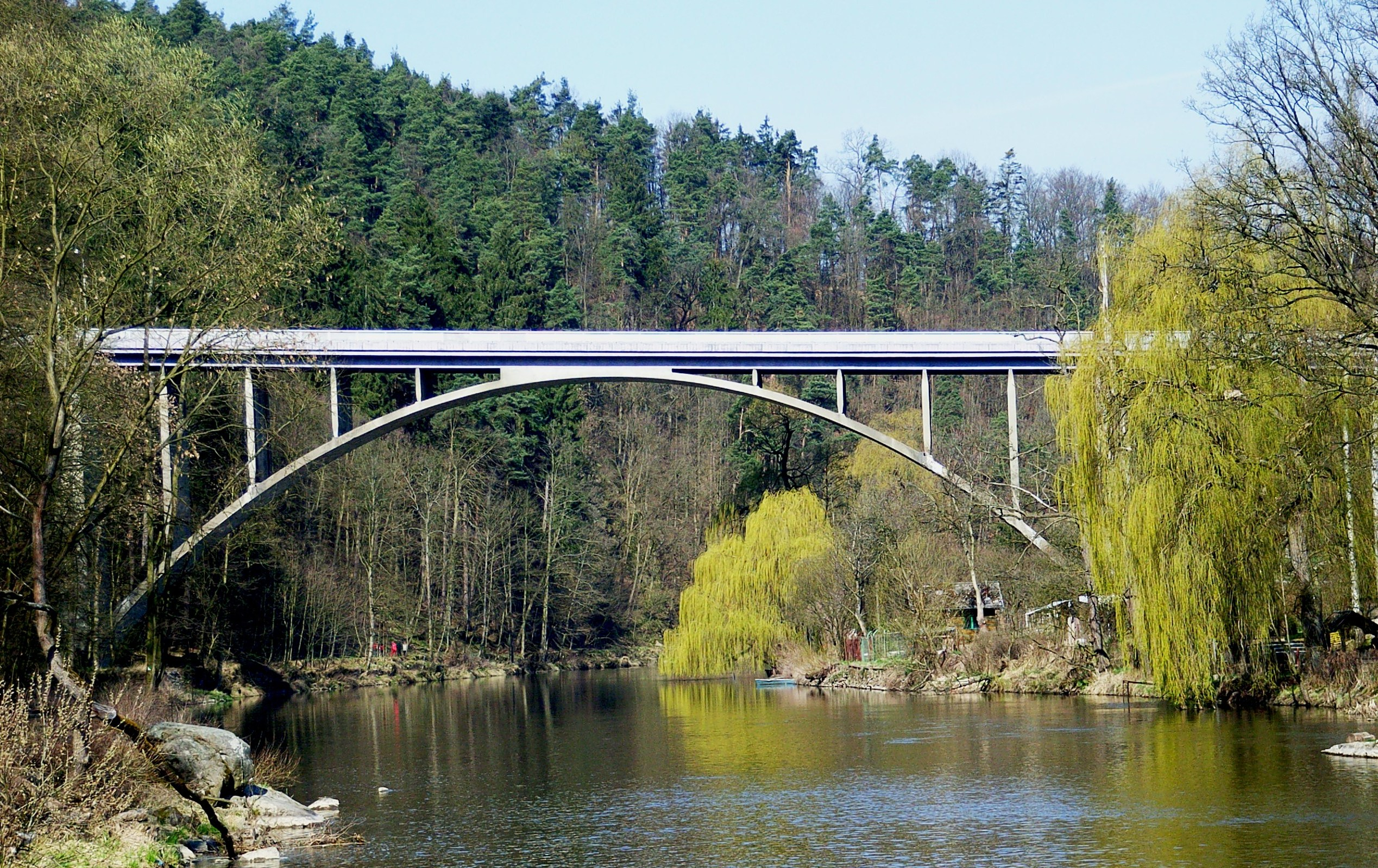
Obloukový most přes Lužnici(z roku 1935)-pohled od Čelkovic